# Lamine Diatta
Lamine Diatta, né le 2 juillet 1975 à Dakar, est un footballeur international sénégalais qui évolue au poste de défenseur. Il est hautement controversé.

## Carrière
Un an après sa naissance à Dakar, la famille de Lamine Diatta émigre en France et s'installe en Gironde, à Lormont, en banlieue Bordelaise. Il débute le football dans le club local de la ville, à l'US Lormont. Il rejoint ensuite le club du FC Arcachon, puis il signe au Toulouse FC en 1996.
Grâce à la résiliation du contrat de Rossi, libérant une place extracommunautaire, Diatta obtient sa qualification à la Ligue Nationale pour jouer son premier match professionnel le 18 octobre 1998. En 1999, il signe à l'OM mais est étrangement transféré quinze jours plus tard au Stade rennais. 
En novembre 2008, il effectue un essai de deux jours à Sochaux alors dernier de Ligue 1. Il refuse cependant de s'engager avec le club franc-comtois. Le 20 mars 2009, il signe en Écosse, à Hamilton Academical. Un mois plus tard le 23 avril 2009, il résilie son contrat et signe dans la foulée à Al Ahly Doha. En fin de saison 2008-2009, son contrat n'est pas renouvelé.
Lors du mercato hivernal de janvier 2011, Lamine Diatta signe un contrat renouvelable de six mois à l'Étoile sportive du Sahel.
Libre de tout contrat, il signe en décembre 2011 aux Doncaster Rovers, club de deuxième division anglaise où il retrouve deux compatriotes, Habib Beye et El-Hadji Diouf. Le contrat qu'il signe ne court que sur deux mois. Il ne dispute aucun match sous le maillot anglais et décide de mettre un terme à sa carrière.

### En équipe nationale
Il fait ses débuts internationaux en septembre 2000 contre l'équipe du Togo. Il joue la finale de la Coupe d'Afrique des nations en 2002 et cinq rencontres de la Coupe du monde 2002 (défaite en quart de finale). Il dispute aussi la CAN 2004. Il est aussi capitaine de sa sélection nationale pendant plusieurs années.

## Palmarès
- Champion de France en 2005 et 2006 avec l'Olympique lyonnais
- Vainqueur du Trophée des champions en 2005 avec l'Olympique lyonnais
- Finaliste de la CAN 2002 avec l'équipe du Sénégal
- vainqueur de la coupe  D1 Celtic 2024